# All for You: A Dedication to the Nat King Cole Trio
| Оценки критиков                            | Оценки критиков |
| Источник                                   | Оценка          |
| ------------------------------------------ | --------------- |
| AllMusic                                   | [ 1 ]           |
| Tom Hull                                   | B               |
| The Penguin Guide to Jazz on CD            | [ 3 ]           |
| The Rolling Stone Jazz & Blues Album Guide | [ 4 ]           |

All for You: A Dedication to the Nat King Cole Trio — третий студийный альбом канадской певицы Дайаны Кролл, вышедший 12 марта 1996 года на лейбле GRP Records.

## История
В альбоме Impulse! пианистка и вокалистка Дайана Кролл отдаёт дань уважения трио Нэта Кинга Коула на своём диске. В целом, лучше всего удаются мелодии в среднем и высоком темпе, особенно такие зажигательные частушки, как «I’m an Errand Girl for Rhythm», «Frim Fram Sauce» и «Hit That Jive Jack». В записи участвуют гитарист Рассел Мэлоун, басист Пол Келлер, пианист Бенни Грин и перкуссионист Стив Крун.

## Отзывы
Альбом получил положительные отзывы музыкальных критиков.
Скотт Яноу из AllMusic отметил в рецензии, что исполнительнице «В целом, лучше всего удаются мелодии в среднем и высоком темпе, особенно такие зажигательные частушки, как „I’m an Errand Girl for Rhythm“, „Frim Fram Sauce“ и „Hit That Jive Jack“. Кролл не пытается напрямую копировать Коула (ни на фортепиано, ни вокально), хотя его влияние явно ощущается в некоторых песнях. Медленные баллады напоминают Ширли Хорн не меньше, чем Коул, особенно мрачные „I’m Through With Love“ и „If I Had You“. Гитарист Рассел Мэлоун солирует во многих песнях и присоединяется к групповому вокалу в „Hit That Jive Jack“, хотя удивительно, что у него не было других возможностей для вокального взаимодействия с Кролл; дуэт мог бы быть восхитительным. Басист Пол Келлер отлично справляется со своей задачей, пианист Бенни Грин поддерживает вокал Кролла в песне „If I Had You“, а перкуссионист Стив Крун добавляется в одной из песен. В целом, эта работа сделана со вкусом и удалась».

## Список композиций
| №                   | Название                        | Автор(ы)                                           | Длительность |
| ------------------- | ------------------------------- | -------------------------------------------------- | ------------ |
| 1.                  | «I'm an Errand Girl for Rhythm» | Nat King Cole                                      | 2:55         |
| 2.                  | «Gee Baby, Ain't I Good to You» | Don Redman Andy Razaf                              | 4:07         |
| 3.                  | «You Call It Madness»           | Gladys Dubois Con Conrad Russ Columbo Paul Gregory | 4:37         |
| 4.                  | «Frim Fram Sauce»               | Joe Ricardel Redd Evans                            | 5:01         |
| 5.                  | «Boulevard of Broken Dreams»    | Al Dubin Harry Warren                              | 6:27         |
| 6.                  | «Baby Baby All the Time»        | Bobby Troup                                        | 3:36         |
| 7.                  | «Hit That Jive Jack»            | John Alston Campbell "Skeets" Tolbert              | 4:16         |
| 8.                  | «You're Looking at Me»          | Troup                                              | 5:33         |
| 9.                  | «I'm Thru with Love»            | Matty Malneck Gus Kahn Fud Livingston              | 4:26         |
| 10.                 | «Deed I Do»                     | Fred Rose Walter Hirsch                            | 3:32         |
| 11.                 | «A Blossom Fell»                | Howard Barnes Harold Cornelius Dominic John        | 5:13         |
| 12.                 | «If I Had You»                  | Ted Shapiro Jimmy Campbell Reg Connelly            | 4:55         |
| Общая длительность: | Общая длительность:             | Общая длительность:                                | 54:38        |

| №                   | Название                       | Автор(ы)                             | Длительность |
| ------------------- | ------------------------------ | ------------------------------------ | ------------ |
| 13.                 | «When I Grow Too Old to Dream» | Sigmund Romberg Oscar Hammerstein II | 4:35         |
| Общая длительность: | Общая длительность:            | Общая длительность:                  | 59:13        |

## Позиции в чартах
| Чарт (1996)                             | Высшая позиция |
| --------------------------------------- | -------------- |
| США Traditional Jazz Albums (Billboard) | 3              |

| Чарт (1998)                            | Высшая позиция |
| -------------------------------------- | -------------- |
| США (Billboard Top Heatseekers Albums) | 39             |
| США (Billboard Top Jazz Albums)        | 1              |

| Чарт (2002)                                  | Высшая позиция |
| -------------------------------------------- | -------------- |
| Великобритания (UK Jazz & Blues Albums, OCC) | 3              |

| Чарт (2004)   | Высшая позиция |
| ------------- | -------------- |
| Польша (ZPAV) | 45             |

| Чарт (1996)                     | Позиция |
| ------------------------------- | ------- |
| США Top Jazz Albums (Billboard) | 11      |

| Чарт (1997)                     | Позиция |
| ------------------------------- | ------- |
| США Top Jazz Albums (Billboard) | 7       |

| Чарт (1998)                     | Позиция |
| ------------------------------- | ------- |
| США Top Jazz Albums (Billboard) | 16      |

## Сертификации
| Регион                                                      | Сертификация | Продажи  |
| ----------------------------------------------------------- | ------------ | -------- |
| Канада (Music Canada)                                       | Золотой      | 50 000^  |
| США (RIAA)                                                  | Золотой      | 500 000^ |
| ^ Данные о тиражах приведены только на основе сертификации. |              |          |